# Fallingwater
Fallingwater – dom zaprojektowany przez amerykańskiego architekta Franka Lloyda Wrighta w 1935 roku w południowo-zachodniej Pensylwanii, ok. 110 km od Pittsburgha. Dom zbudowany został częściowo nad wodospadem (ang. fallingwater lub waterfall) na potoku Bear Run rzeki Youghiogheny.
Fallingwater stanowił dom letniskowy rodziny właściciela, Edgara Kaufmanna, właściciela domu towarowego w Pittsburghu. W roku 1963 został przekazany na cele publiczne i przekształcony w muzeum. Odwiedza go 120 000 gości rocznie.
W 2019 roku budynek został wpisany na listę światowego dziedzictwa UNESCO jako jedno z ośmiu dzieł architektury XX wieku Franka Lloyda Wrighta.

## Historia
Liliane i Edgar Kaufmannowie poznali osobiście Franka Lloyda Wrighta w 1934 roku. Wcześniej Edgar Kaufmann prowadził korespondencję z Wrightem w związku z zaangażowaniem obu w programy z zakresu reform Nowego Ładu wprowadzanych przez prezydenta Roosevelta. W 1934 r. syn Edgara, Edgar Kaufmann Junior rozpoczął praktykę w programie architektury komunalnej Taliesin Fellowship założonym przez Wrighta i jego żonę.
Przekonani o podzielaniu ich miłości do przyrody przez Wrighta zlecili mu wybudowanie domu letniskowego nad Bear Run w stanie Pensylwania. Architekt postanowił w swoim projekcie zawrzeć wodospad jako „integralną część życia” mieszkańców projektowanego domu. 18 grudnia 1934 roku Wright odwiedził Bear Run i rozpoczął badanie terenu, na którym miał stanąć dom.

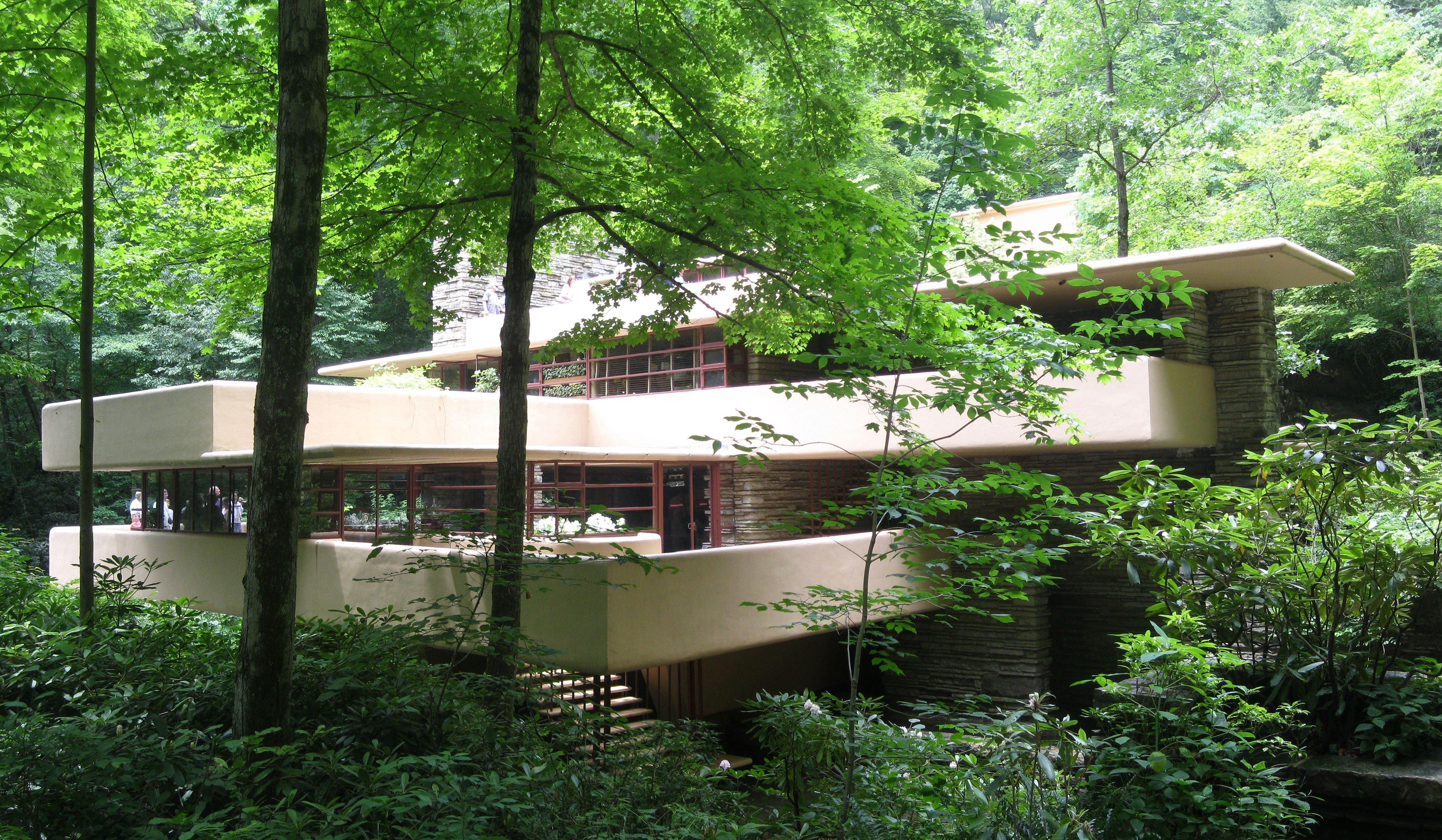
Dom od frontu (2013)

Według współpracowników architekta, ten miał zwlekać kilka miesięcy z opracowaniem projektu. W około dwie godziny narysował projekt domu, gdy w międzyczasie Kaufmann jechał go odwiedzić. Wstępne plany zostały przekazane inwestorowi w styczniu, budowę rozpoczęto w kwietniu 1936. W grudniu następnego roku ukończono prace budowlane, a Kaufmanowie wprowadzają się do nowego domu. W 1939 r. zostaje dobudowana część dla gości.
Koszt budowy wyniósł ok. 150 tysięcy dolarów (pierwotne szacunki oscylowały około 35 tysięcy). Powierzchnia domu wyniosła 495 metrów kwadratowych powierzchni, z czego 268 m² zajmują pomieszczenia, a 227 m² tarasy.
W 1963 Edgar Kaufmann Jr. przekazał dom władzom stanu Pensylwania pod utworzenie w nim muzeum. Fallingwater wymagał jednak znaczących remontów i konserwacji. Prace renowacyjne prowadzono ponad 20 lat, a ich koszt wyniósł 11,5 miliona dolarów.

## Styl i konstrukcja
Fallingwater jest uważany za jedno z największych dzieł Franka Lloyda Wrighta. Modernistyczny dom zbudowany z łamanego kamienia (wydobywanego z okolicznych kamieniołomów) zdaje się wyrastać ze skalnego podłoża. Konstrukcja „wybiega” w przestrzeń dwiema kondygnacjami białych, prostokątnych tarasów, zawieszonych nad płynącym pod domem wodospadem.

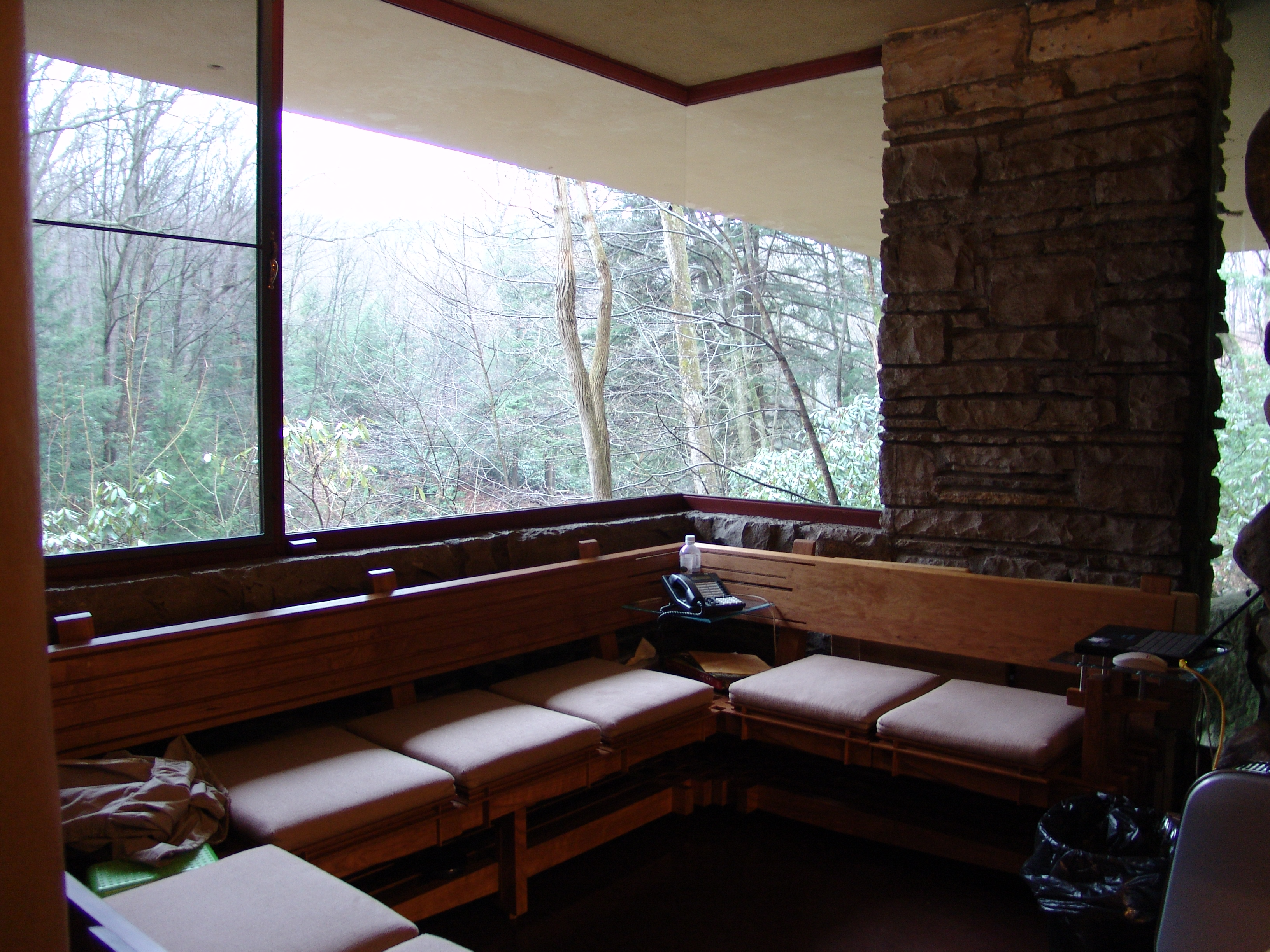
Wnętrze domu (2007)

Projekt jest sztandarową realizacją koncepcji Wrighta dotyczącej architektury organicznej, mającej dążyć do integracji ludzi, architektury i natury. Architekt uważał, że architektura musi wykorzystywać cechy przyrody w swoim otoczeniu. Centralną częścią domu wydaje się stanowić kamienny komin domu, do którego za pomocą wsporników są przymocowane tarasy zdające unosić się w powietrzu. Te rozległe tarasy zajmują niemal połowę powierzchni budynku. Pomieszczenia w środku mają niskie sufity, przez co tworzą wrażenie przebywania w osłoniętej jaskini wśród rozciągającego się przez wszechobecne, horyzontalne okna surowego krajobrazu. Ciemne i wąskie przejścia zostały zaprojektowane przez Wrighta, by oddawać wrażenie kompresji, kontrastującej z poczuciem ekspansji w większych pomieszczeniach. Narożne okna zostały pozbawione szprosów by spowodować zniknięcie narożników. W ten sposób Wright chciał „burzyć pudło”, które uważał za przeżytą formę budowli.
W budowli dostrzegalny jest również wpływ japońskiej architektury, dążącej do harmonii między człowiekiem a naturą.

## Galeria

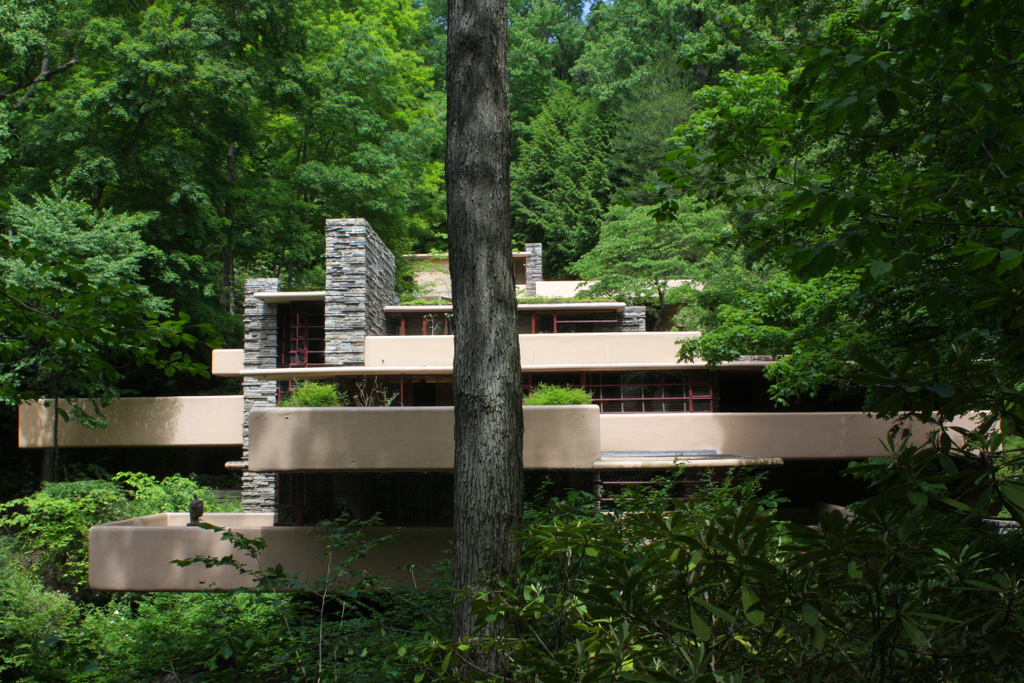
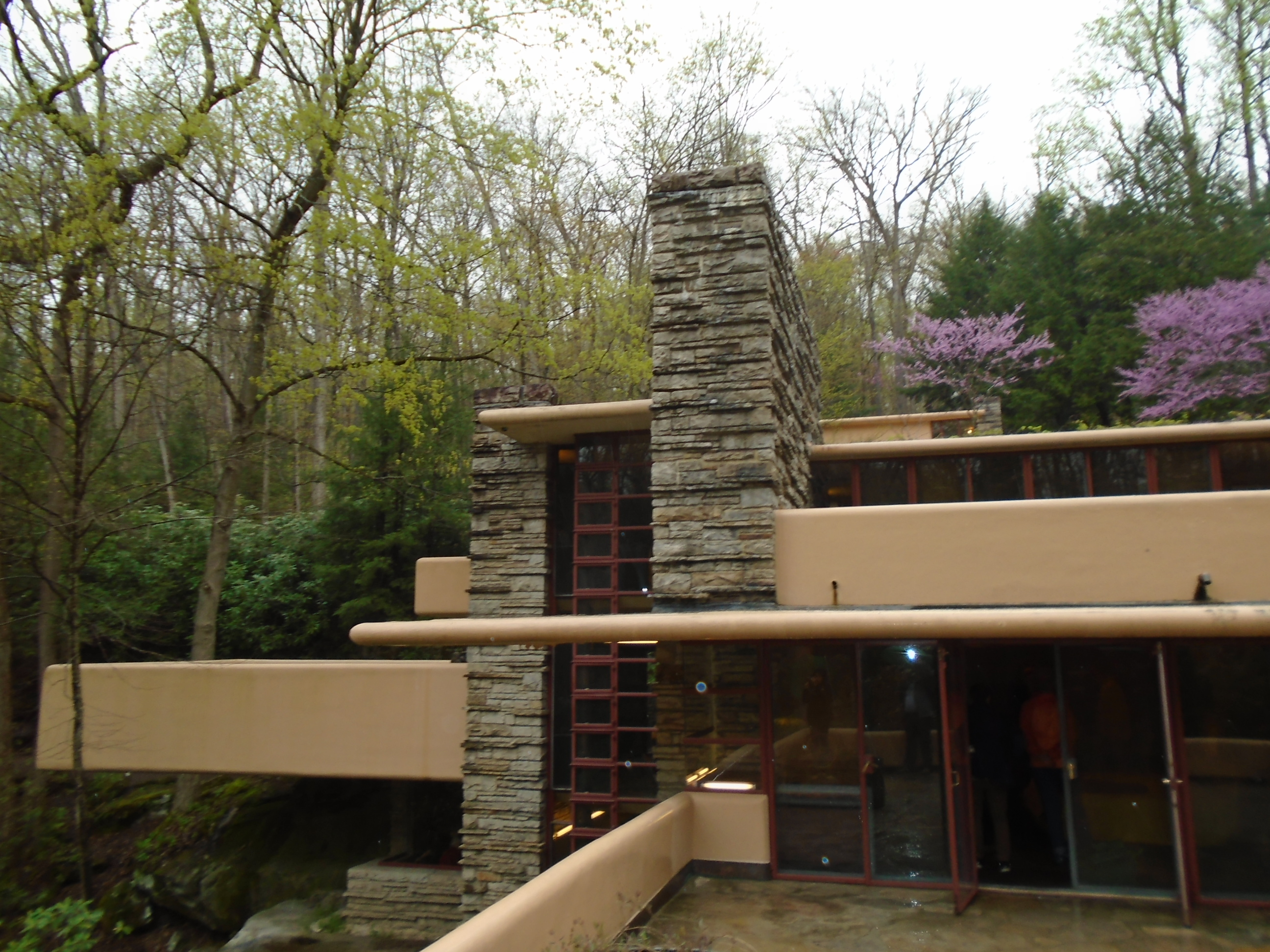
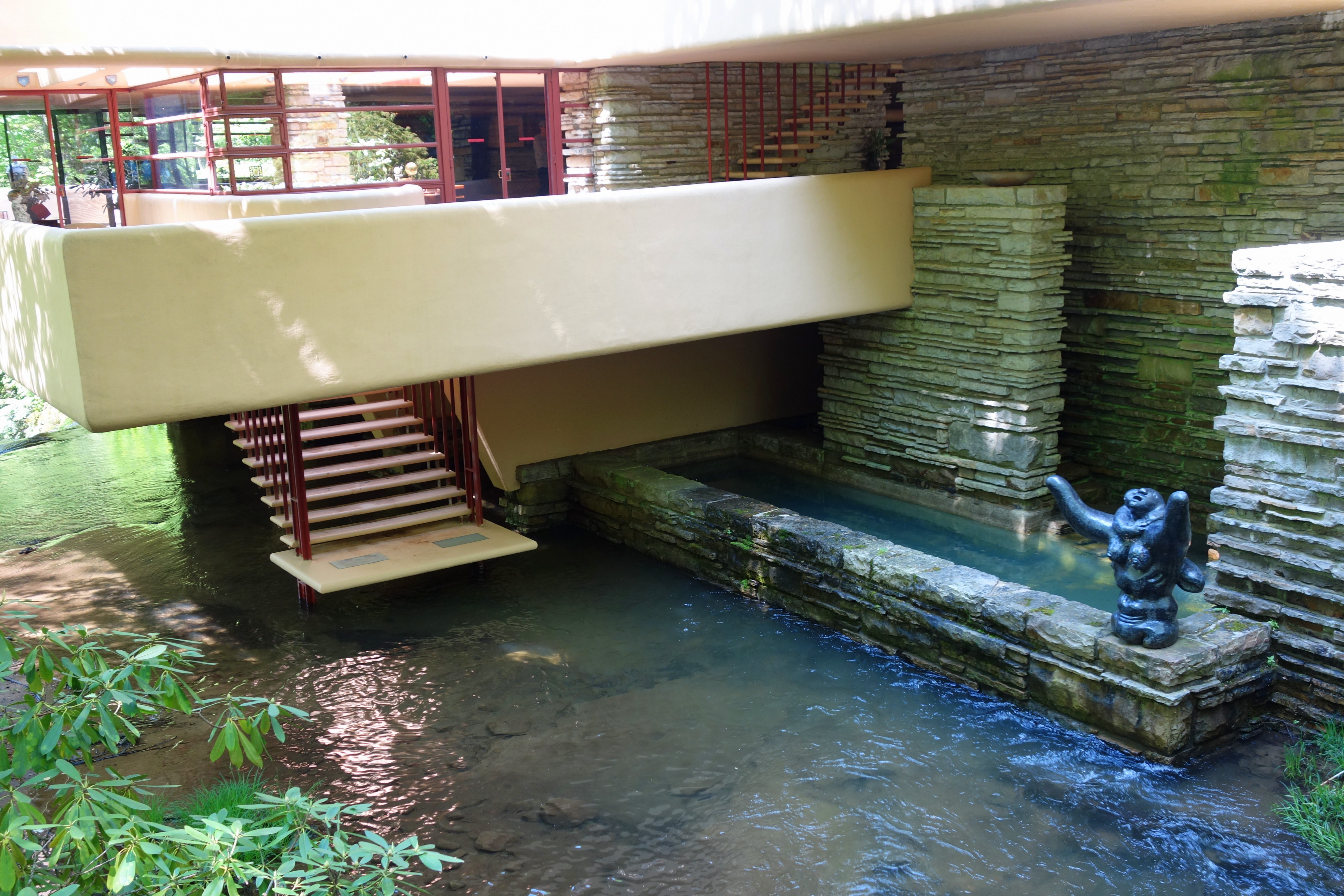
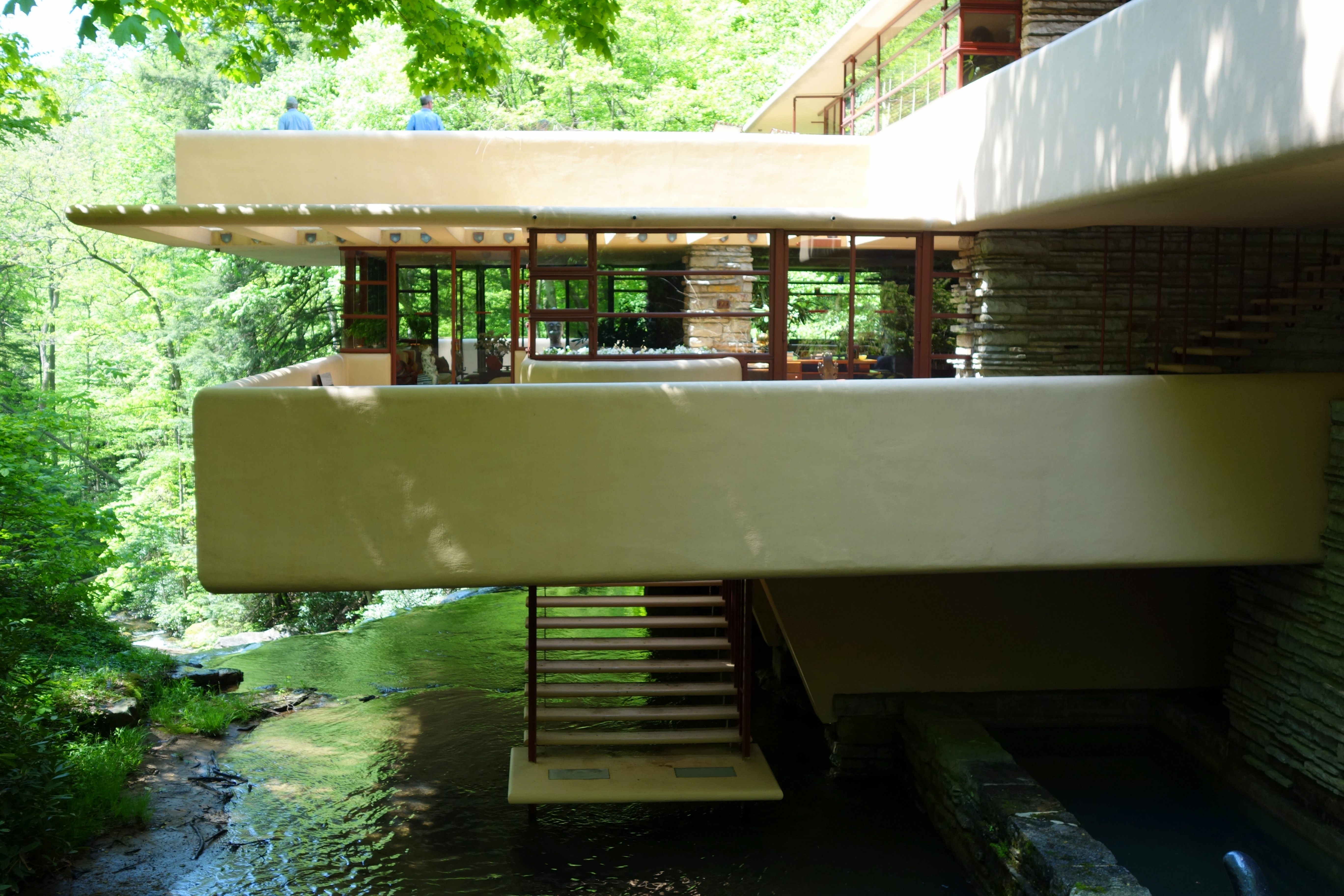
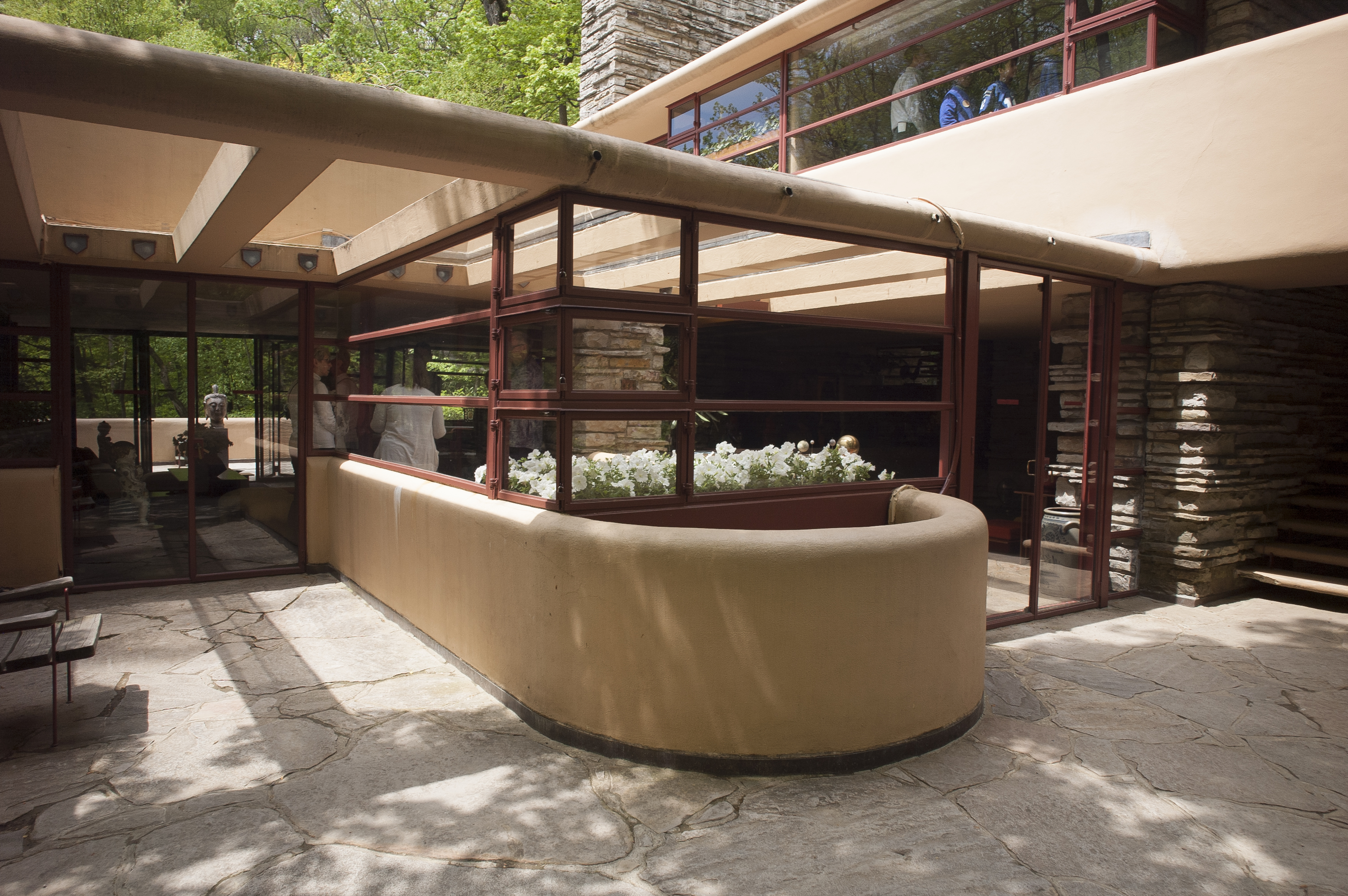
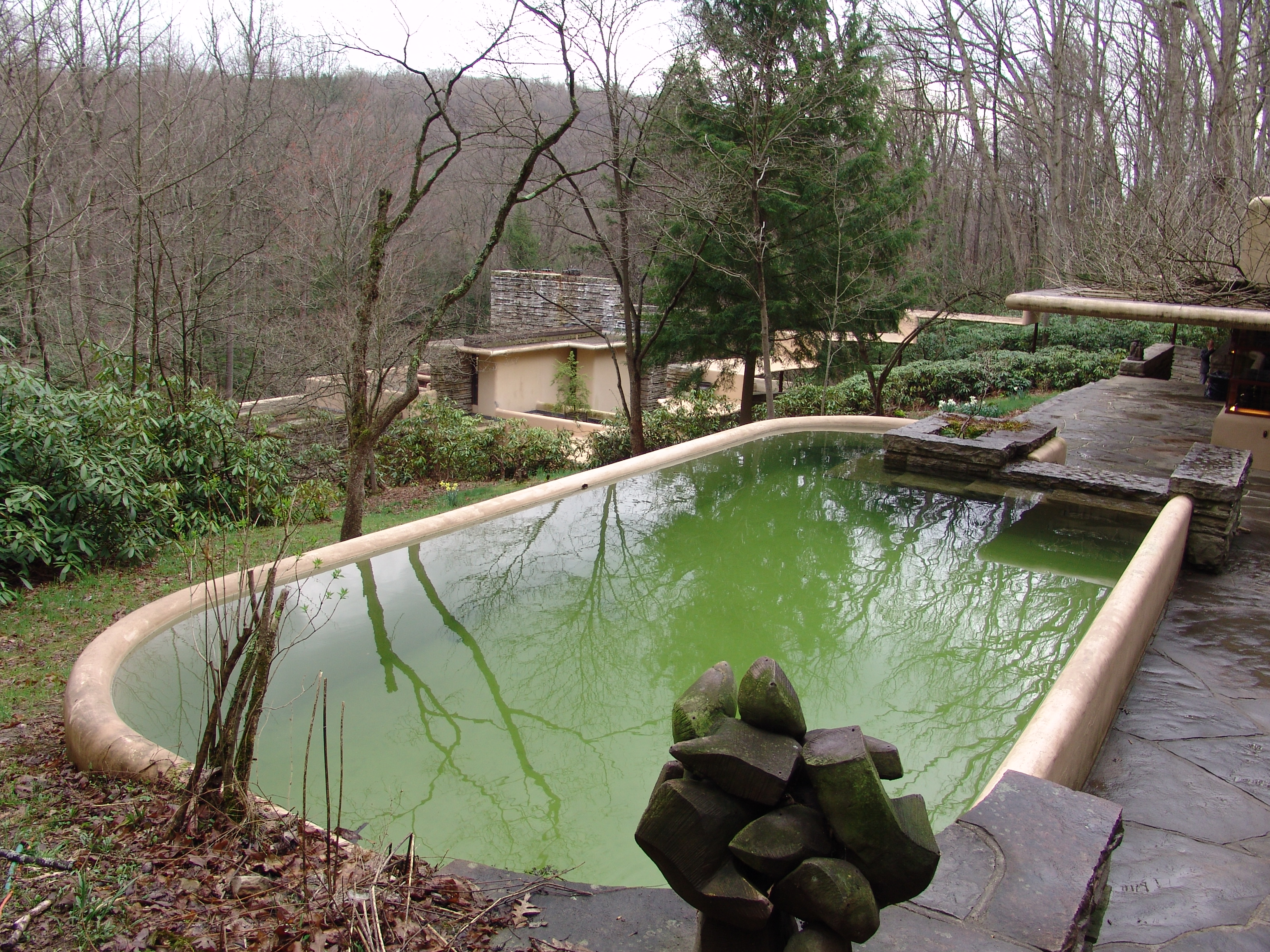
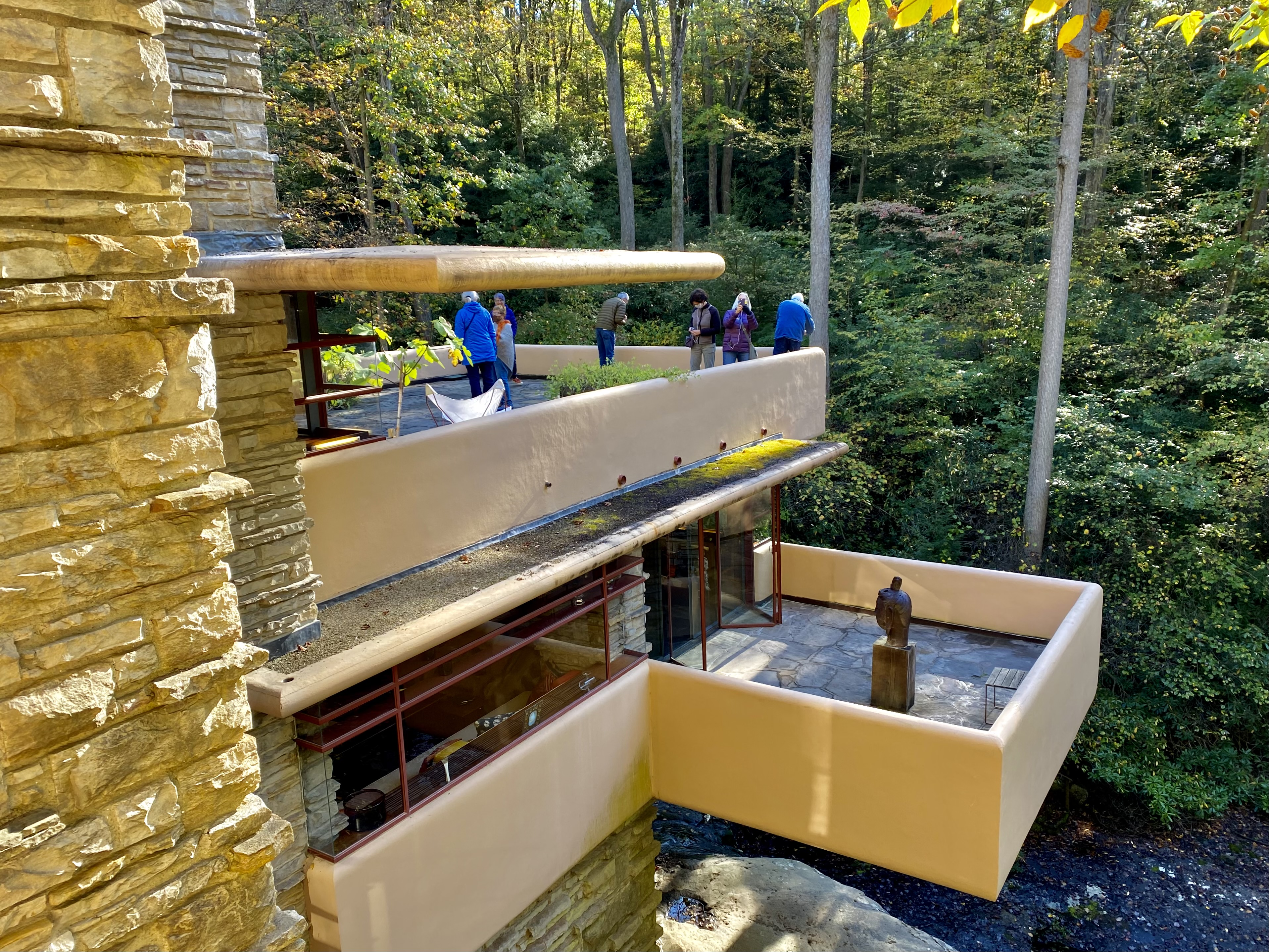
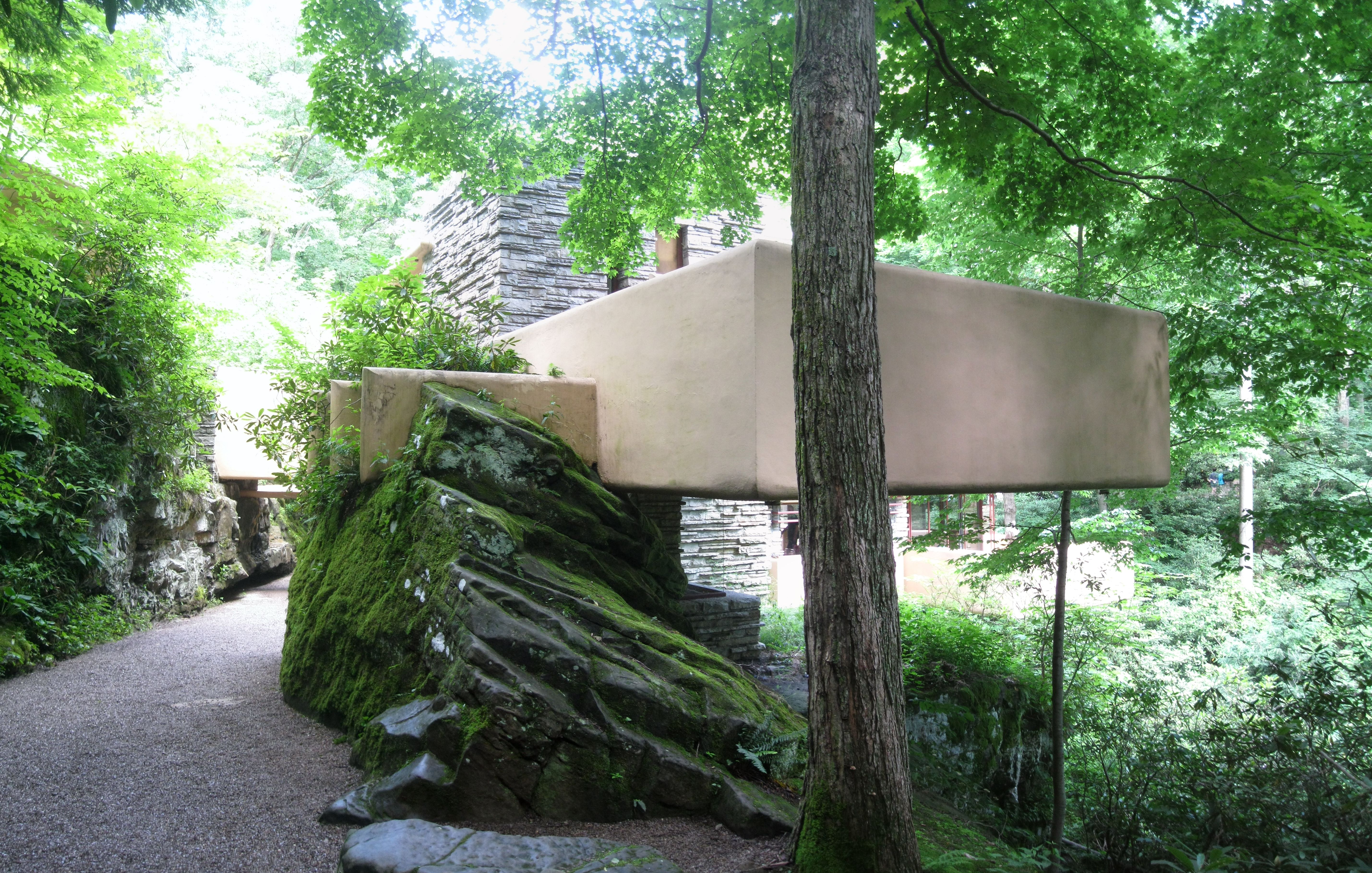
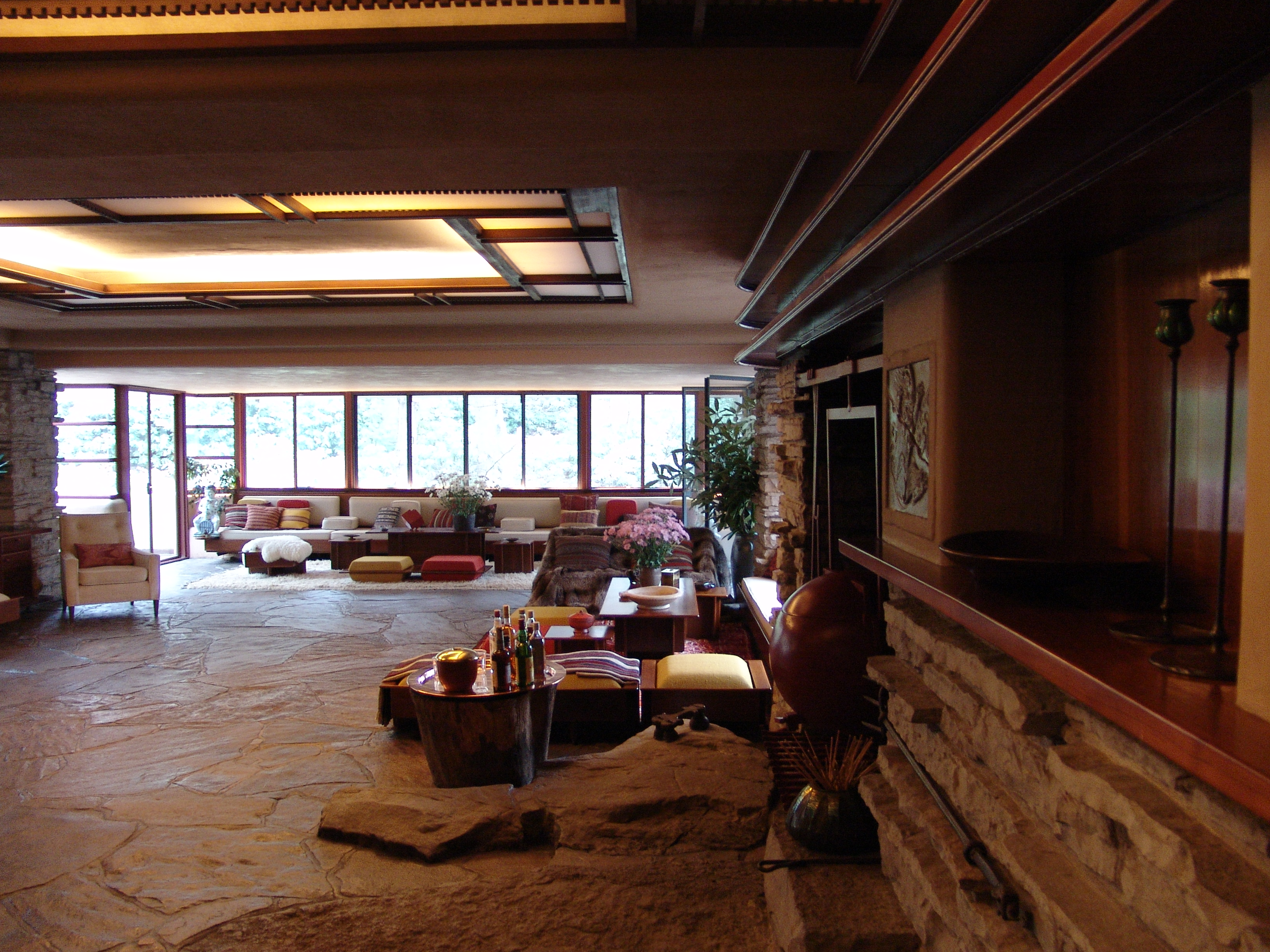
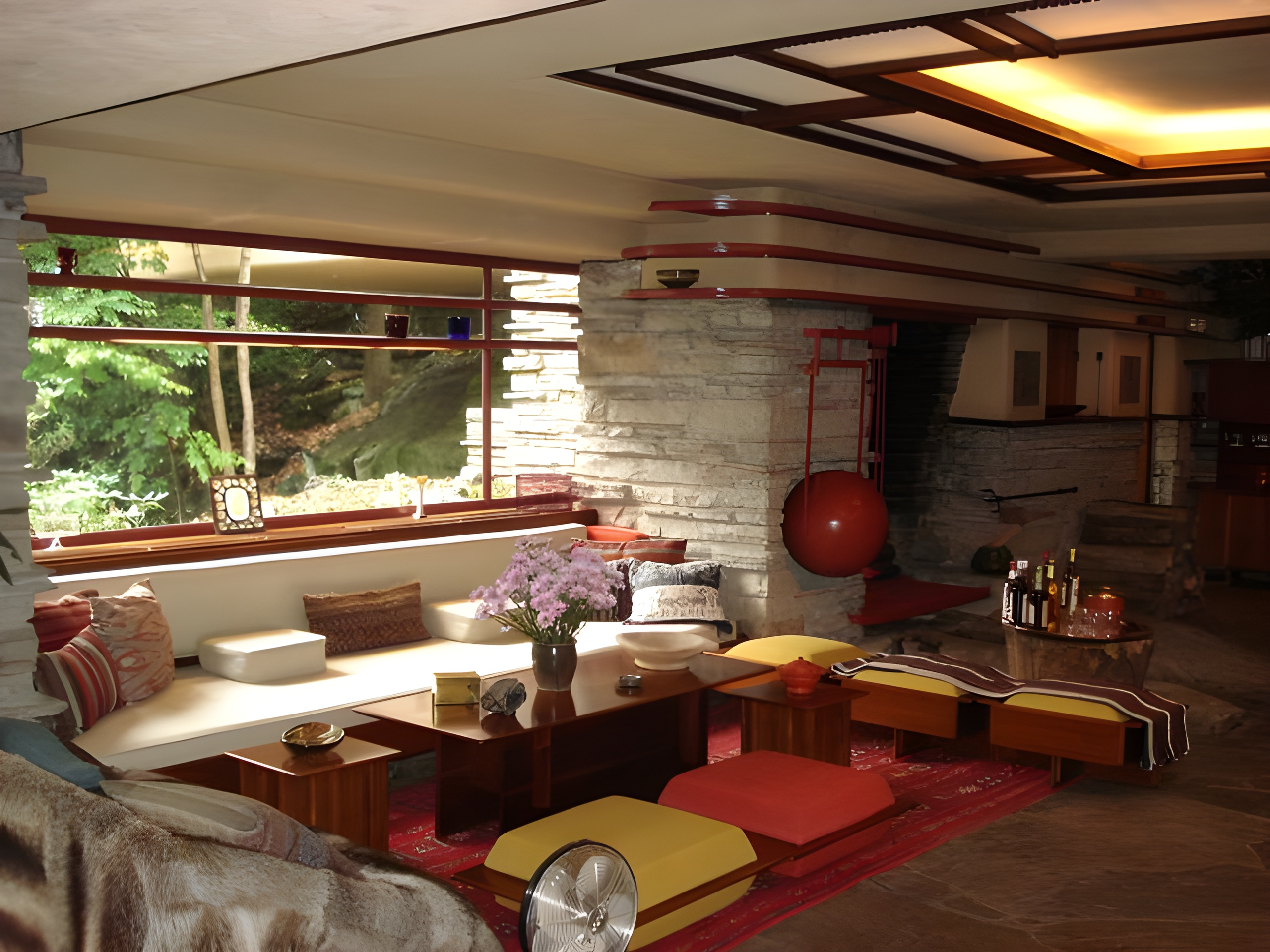